# Росен Плевнелијев
Росен Асенов Плевнелијев (буг. Росен Асенов Плевнелиев; 14. мај 1964, Гоце Делчев) је бивши четврти по реду председник Бугарске.
Росен Плевнелијев је у другом кругу избора одржаном 30. октобра 2011. године освојио 52,6% гласова.. Претходно је служио као министар регионалног развоја и јавних радова од 27. јула 2009. године у кабинету Бојка Борисова. За председника је кандидован од странке ГЕРБ 4. септембра 2011. године. У другом кругу је победио социјалистичког кандидата Ивајло Калфин.